# Policía Auxiliar Lituana
La Policía Auxiliar Lituana (en lituano: Lietuvos pagalbinė policija) estaba formada por unidades paramilitares creadas durante la ocupación de Lituania por la Alemania nazi. Entre los años 1941 y 1944 estas unidades fueron integradas en los batallones Schutzmannschaft. Se organizaron batallones de policía auxiliar en algunos territorios ocupados por los alemanes en Europa oriental. En Lituania, los primeros batallones se originaron a partir de unidades formadas durante el levantamiento antisoviético de junio de 1941. Los activistas lituanos esperaban que estas unidades se convirtieran en la base del restablecido ejército lituano. Estas unidades fueron absorbidas por el aparato militar alemán y ayudaron a las fuerzas alemanas: Protegieron objetivos estratégicos, participaron en operaciones anti-partisanas y colaboraron con los nacional-socialistas para llevar a cabo el Holocausto judío. Los batallones 12 y 13 tienen sus raíces en los Tautinio Darbo Apsaugos Batalionas (TDAB), que fueron particularmente activos en las ejecuciones de judíos y fueron responsables de un número estimado de 78.000 muertes de judíos en Lituania y Bielorrusia. Si bien los batallones se desplegaron a menudo fuera de Lituania, generalmente no participaron en el combate. En total, se formaron 26 batallones y aproximadamente 13.000 hombres sirvieron en ellos. En julio-septiembre de 1944, las unidades restantes se combinaron en dos regimientos de infantería formados por milicianos y voluntarios lituanos.

## Terminología
Las unidades se conocen con varios nombres diferentes, los documentos alemanes se refieren a ellos como Ordnungsdienst (servicio de orden), Selbstschutz (autodefensa) y Hilfspolizei (policía auxiliar). A partir de septiembre de 1941, se les conoció como batallones Schutzmannschaft (abreviado: Schuma, equipo de policía). En lituano, los batallones de policía se conocían como Savisaugos batalionai (batallones de autodefensa), Apsaugos dalys (unidades de seguridad) y Lietuvos apsaugos dalys (unidades de seguridad lituanas).

## Invasión soviética
En junio de 1940, Lituania fue ocupada por la Unión Soviética. Los soviéticos introdujeron duras políticas de sovietización, incluida la nacionalización de las empresas más grandes, las propiedades territoriales y los bienes raíces. Los opositores al comunismo y al nuevo régimen fueron perseguidos, se estima que 6.600 de ellos fueron encarcelados como enemigos del pueblo, y otros 17.600 fueron deportados a Siberia. El Ejército Lituano se reorganizó en el 29º cuerpo de fusileros (divisiones 179º de fusileros y 184º de fusileros) del Ejército Rojo de obreros y campesinos, más de 500 oficiales lituanos fueron retirados del servicio, y 87 de ellos fueron encarcelados. Cuando la Alemania nazi invadió la Unión Soviética el 22 de junio de 1941, los lituanos recibieron a los alemanes como liberadores del represivo régimen soviético. Se unieron espontáneamente al levantamiento de junio antisoviético, formaron un gobierno provisional en Lituania, y declararon la restauración de la independencia. Los lituanos comenzaron a formar sus propias unidades militares y policiales con la esperanza de recrear el ejército lituano.

## Invasión alemana
El territorio de Lituania fue invadido y dividido entre dos grupos de ejércitos alemanes: el grupo de ejércitos norte, que se apoderó del oeste y norte de Lituania, y el grupo de ejércitos centro, que se apoderó de la mayor parte de la región de Vilna. El primer batallón fue conocido como: Tautinio Darbo Apsaugos Batalionas (TDAB), fue formado por el gobierno provisional de Lituania en Kaunas el 28 de junio. El gobierno provisional se disolvió el 5 de agosto de 1941. El batallón no se disolvió y el mayor alemán Franz Lechthaler asumió el mando. El 7 de agosto, cuando la TDAB contaba con 703 miembros, Lechthaler ordenó que el batallón se reorganizara en dos batallones de policía auxiliar (en lituano: Pagalbinės Policijos Tarnyba) (PPT). Durante agosto se formaron tres batallones más del PPT. En octubre, estos cinco batallones pasaron a llamarse batallones de seguridad (en lituano: Apsaugos batalionas). En diciembre, los cinco batallones se reorganizaron nuevamente en batallones de Schutzmannschaft. Los hombres lituanos desertaron masivamente del 29 cuerpo de fusileros soviéticos y se reunieron en Vilna, allí organizaron varias unidades de autodefensa lituanas (en lituano: Lietuvių Savisaugos Dalys) (LSD), estacionadas en Vilna, Pabradė, Trakai y Varėna. El 21 de julio de 1941, el LSD se reorganizó en el servicio de reconstrucción de Vilna (en lituano: Vilniaus Atstatymo Tarnyba) (VAT), que tenía tres unidades denominadas: "Trabajo, orden y seguridad". El 1 de agosto, el VAT y sus tres unidades se reorganizaron en tres batallones de Schutzmannschaft. Se organizaron dos batallones más antes de octubre de 1941.

## Atrocidades
Algunos batallones de la policía auxiliar lituana participaron activamente en el exterminio del pueblo judío en las naciones de Lituania, Bielorrusia, Ucrania, Rusia y Polonia, y cometieron crímenes de guerra contra el pueblo polaco y el pueblo bielorruso. Una de esas acciones de los milicianos lituanos fue la liquidación de los judíos en Kaunas en octubre de 1941, por parte del XII batallón de la policía auxiliar lituana, bajo el mando de Antanas Impulevičius, más tarde el mismo mes, el XII batallón asesinó a toda la población judía de Slutsk en Bielorrusia. Los miembros del segundo batallón de la policía auxiliar lituana sirvieron como guardias en el campo de exterminio de Majdanek en la Polonia ocupada. Veinte batallones de la policía auxiliar lituana participaron directamente en la destrucción del pueblo judío en Europa Oriental. Según varios informes alemanes, los milicianos lituanos cometieron 47.000 asesinatos de judíos en Lituania, de los 85.000 cometidos por los Einsatzkommando. También mataron a 50.000 judíos bielorrusos durante la guerra. El mayor crimen cometido por los milicianos lituanos contra la población civil no judía, fue el asesinato de unas 400 personas polacas en las aldeas de Švenčionėliai, Švenčionys y sus alrededores.